# DTN
DTN (англ. Delay & Disruption-Tolerant Networking) — підхід до побудови архітектур мереж, толерантних до затримок і частих обривів зв'язку. Використовується NASA для мереж далекого космічного зв'язку IPN.
Під затримками в DTN розуміються не тільки затримки, породжувані транзитними вузлами або обмеженнями пропускної здатності каналу зв'язку. У таких мережах існують додаткові затримки при передачі сигналу, не залежні від обсягу переданих даних. Вони можуть залежати від швидкості поширення сигналу в середовищі передачі (наприклад, Швидкість світла у вакуумі) і довжини пройденого ним шляху (залежної від траєкторії та відстані).
Крім того, при використанні Store & Forward з'являються затримки на зберігання переданих пакетів (на час обриву зв'язку). Подібні обриви (disruptions) можуть виникати внаслідок обмежень смуги частот, ємності джерела живлення, зашумленості ефіру, розрідженості мобільних вузлів. Такий підхід дозволяє в деякому роді розглядати мережі MANET як окремий випадок DTN.

## Ідентифікація вузлів
Для ідентифікації одержувачів використовується EID (англ. End-point Identifier). EID може вказувати як на один, так і на групу вузлів призначення. Для груп вузлів можуть використовуватися методи розсилки Multicast / Anycast.

## Передача даних
Дані від додатків, представлених у вигляді повідомлень довільної довжини (ADU, англ. Application Data Unit), трансформуються в спеціальні пакети (Bundle), призначені для пересилання в гетерогенних мережах. Bundle складається з блоків (не менше двох), кожен з яких може містити або тільки дані додатків, або тільки службові дані, необхідні для доставки (наприклад, EID одержувача). Причому, якщо в традиційних архітектурах службові дані зберігаються в заголовку або payload пакету, то в DTN вони можуть зберігатися в довільних блоках. Самі пакети допускають фрагментацію / об'єднання, а кожен отриманий фрагмент вважається окремим пакетом.
Як і в IP-мережах, використовується підхід Store-and-forward (Збережи і передай), що передбачає збереження пакетів при відсутності можливості їх передати. Однак, в DTN час зберігання значно довше внаслідок того, що канал може бути недоступний на момент передачі і до того ж сам по собі ненадійний. Крім того, в мережах DTN складніше своєчасно відстежити стан каналу через значну затримку на передачу сигналів. Тому для чекання відправки пакетів рекомендується використовувати постійні сховища (такі як диски, flash-пам'ять).